# Тедеско, Виктор
Виктор Тедеско (фр. Victor Tedesco; 28 июня 1821, Люксембург — 28 мая 1897, Брюссель) — бельгийский политический деятель, революционный демократ, адвокат по профессии.

## Биография
Работал адвокатом в Льеже. Был дружен с Карлом Марксом, жившим в Брюсселе с 1845 по 1848 год. Стал членом Союза коммунистов и республиканской Демократической ассоциации. В его бумагах были найдены переводы «Манифеста Коммунистической партии», который он помогал опубликовать.
Во время Февральской революции 1848 года во Франции вместе с однодумцами призывал к свержению молодой бельгийской монархии. После неудавшейся экспедиции бельгийских эмигрантов, желавших вторгнуться из Франции в Бельгийское королевство, чтобы провозгласить республику, был арестован бельгийскими властями. Его осудили и приговорили к смертной казни. Приговор вскоре был изменен на двадцать лет тюремного заключения, а Тедеско был освобождён через пять лет.
Активный член Брюссельской демократической ассоциации. Во время революции выступал за немедленное вооружение бельгийских рабочих и развёртывание борьбы за демократическую республику. После освобождения продолжал политическую деятельность как сторонник Либеральной партии.